# Provincia de Jijel
La provincia de Jijel (en árabe: ولاية جيجل) es una provincia costera del este de Argelia, su capital es la ciudad de Jijel.

## Municipios con población de abril de 2008
- Bordj Tahar 3889
- Boucif Ouled Askeur 13 416
- Boudriaa Ben Yadjis 10 710
- Bouraoui Belhadef 10 336
- Chahna 8781
- Chekfa 26 553
- Djemaa Beni Habibi 14 652
- Djimla 17 373
- El Ancer 20 070
- El Aouana 13 273
- El Kennar Nouchfi 15 852
- El Milia 78 087
- Emir Abdelkader 38 468
- Eraguene 2532
- Ghebala 5236
- Jijel 134 839
- Kaous 26 137
- Kheïri Oued Adjoul 4582
- Ouadjana 9580
- Ouled Rabah 10 681
- Ouled Yahia Khedrouche 18 323
- Selma Benziada 920
- Settara 15 155
- Sidi Abdelaziz 10 153
- Sidi Maarouf 21 662
- Taher 77 367
- Texenna 15 682
- Ziama Mansouriah 12 642

## División administrativa
La provincia tiene once dairas (distritos) y 28 comunas (ciudades). Algunos lugares en la provincia son: Cavallo, Texenna, El Ouana, Ziama Mansouriah y Chekfa.